# Geomática

Profissional da geomática a trabalhar com programação e dados geoespaciais

## Geomática
Geomática, também conhecida como Geoinformática, é uma disciplina da ciência da computação aplicada, dedicada à aquisição, tratamento, análise e representação de dados espaciais. O termo resulta da junção das palavras geografia e informática, tendo sido utilizado pela primeira vez no Canadá em 1975 e adotado amplamente a partir da década de 1990.
A Geomática integra um conjunto de tecnologias e métodos computacionais que possibilitam a modelação do espaço geográfico e dos fenómenos que nele ocorrem. As suas atividades envolvem a recolha, captura, armazenagem, processamento, análise, visualização e disseminação de dados geoespaciais, com aplicações em áreas como cartografia, ambiente, urbanismo, agricultura, engenharia, hidrografia, logística e gestão do território.
Entre os principais componentes tecnológicos da Geomática destacam-se:
- Sistemas de Informação Geográfica (SIG)
- Bases de dados espaciais
- Algoritmos de análise espacial
- Processamento digital de imagens
- Deteção remota
- CAD
- Modelação tridimensional e visualização 3D
- Drones, sensores GNSS e plataformas de observação da Terra
- Desenvolvimento de aplicações web e webmapas
- Infraestruturas de dados espaciais e serviços geográficos em nuvem

Com o avanço das tecnologias digitais, a Geomática passou a incorporar recursos da ciência de dados, inteligência artificial, big data e computação em nuvem, tornando-se uma área estratégica no contexto da transformação digital. A utilização de algoritmos de machine learning para classificação de imagens de satélite, sistemas de previsão geoespacial, visualizações interativas e o uso de plataformas como o Google Earth Engine são exemplos da convergência entre a Geomática e a ciência da computação.
Instituições académicas e científicas de diversos países classificam a Geomática como uma área interdisciplinar, mas com base técnica fortemente ancorada na informática. Em francês (géomatique), espanhol (geomática) e inglês (geomatics), o termo é amplamente utilizado para designar o campo da ciência da informação geográfica.

### Universidades e Centros de Investigação
- ENSG Geomatique – A informática especializada no domínio da geomática (França)
- LIBGEO – Laboratório de Informática da Biodiversidade e Geomática (Brasil)
- Universidade de Brasília – Engenharia Cartográfica e Geomática (Brasil)
- Université Laval – Certificat en géomatique (Canadá)

### Instituições e Governo
- ESRI France – Definição de Geomática
- Governo do México – A Geomática como ferramenta da CAMe
- ISO/TC 211 – Comité Técnico da ISO para Informação Geográfica/Geomática

### Artigos Científicos e Publicações Técnicas
- Taylor & Francis Online – Geomatics for Smart Cities
- ACM – GeoSmartCity: geomatics contribution to the smart city
- ISPRS International Journal of Geo-Information – Revista científica internacional em Geoinformação
- GeoInformatica (Springer) – Revista sobre ciência da computação aplicada à informação geográfica

### Plataformas e Comunidades Profissionais
- Freelancermap – Especialista em Sistemas de Informação Geográfica (SIG)
- Topoequipos – ¿Qué es Geomática? (América Latina)
- ASULGIS – La Geomática (Espanha)